# Dirceu Krüger
Dirceu Krüger (Curitiba, 1945. április 11. – Curitiba, 2019. április 25.) brazil labdarúgó, középpályás, edző.

## Pályafutása
1963 és 1966 között a  Britânia, 1966 és 1975 között a Coritiba labdarúgója volt. Utóbbi csapattal hét paranái bajnokságot nyert. 1979 és 1997 között a Coritiba együttesénél dolgozott vezetőedzőként, továbbá különböző sportvezetői pozíciókban.

## Sikerei, díjai
Coritiba
- Paraná bajnokság (Campeonato Paranaense)
  - bajnok (7): 1968, 1969, 1971, 1972, 1973, 1974, 1975